# Delfí Geli i Roura
Delfí Geli i Roura (Salt, 22 d'abril de 1969) és un exfutbolista català. Jugava de defensa, com a carriler dret, i va jugar, entre d'altres equips, al FC Barcelona, l'Albacete Balompié i l'Atlètic de Madrid, així com a la selecció de futbol d'Espanya. Va disputar la final de la Lliga Europa de la UEFA el 2001 amb el Deportivo Alavés contra el Liverpool FC, marcant un gol en pròpia porteria que va donar la victòria a l'equip anglès a només 3 minuts de la tanda de penals.
L'estiu de 2015 esdevingué president del Girona Futbol Club.

## Trajectòria
Nascut a Salt, Geli va començar la seva carrera professional com a davanter, mentre jugava al Girona FC i al FC Barcelona. Va debutar a Primera Divisió el 31 de gener de 1990 en el partit que van enfrontar el FC Barcelona i el Reial Oviedo, el qual va finalitzar amb empat a zero gols. Es va reconvertir a lateral dret a l'Albacete Balompié, signant contracte amb el club Castella-la Manxa l'estiu de 1991 i jugant 32 partits a la seva primera temporada a la màxima divisió. Va jugar a l'Albacete Balompié del Queso mecánico juntament amb jugadors com Zalazar, Etxeberry i Conejo.
A la temporada 1994–95, després de marcar un total de nou gols a la Lliga amb l'Albacete en les seves dues últimes temporades, Geli es va incorporar a l'Atlètic de Madrid. Va ser fonamental en la conquesta del doblet dels madrilenys a la la següent campanya, jugant 49 partits en totes les competicions i marcant dos gols.
Després d'un segon període amb l'Albacete, ara a la Segona Divisió, Geli, de 31 anys, es va traslladar al Deportivo Alavés l'any 2000, fent 35 aparicions en el seu primer any, en què els bascos van acabar en desena posició. Mentre participava a la Copa de la UEFA 2000–01 va marcar a la final un gol decisiu en contra: un gol d'or que va posar el marcador 5–4 per als rivals, el Liverpool FC.
Geli va tornar al seu primer club sènior el 2003, i es va retirar després de dues temporades a la Segona Divisió B, després d'haver acumulat totals professionals de 366 partits i 29 gols, 343 i 23 només a la màxima categoria. El 9 de juliol de 2015 va ser elegit president del Girona, aleshores de segona divisió.

## Selecció espanyola
Va ser internacional en quatre ocasions amb la selecció de futbol d'Espanya. Vicente Miera el va fer debutar amb el combinat nacional el 15 de gener de 1992 en un partit amistós contra Portugal.

## Palmarès
| Títol        | Club              | Any  |
| ------------ | ----------------- | ---- |
| Copa del Rei | FC Barcelona      | 1990 |
| Lliga        | Atlètic de Madrid | 1996 |
| Copa del Rei | Atlètic de Madrid | 1996 |